# Vuelo 157 de American Airlines
El vuelo 157 de American Airlines fue un vuelo nacional estadounidense realizado por un Douglas DC-6, que partió el 29 de noviembre de 1949 desde la ciudad de Nueva York con destino a la Ciudad de México con 46 pasajeros y tripulantes. Después de que un motor falló a mitad del vuelo, una serie de errores críticos de la tripulación de vuelo hicieron que el piloto perdiera el control del avión durante la aproximación final a una escala de rutina en Love Field en Dallas, Texas. El avión se deslizó fuera de la pista y golpeó un avión estacionado, un hangar y una escuela de vuelo antes de estrellarse en un negocio frente al aeropuerto. Murieron 26 pasajeros y dos azafatas. El piloto, copiloto, ingeniero de vuelo y 15 pasajeros sobrevivieron.

## Vuelo
El DC-6 de American Airlines, con número de registro N90728 y el nombre Flagship South Carolina había despegado del aeropuerto LaGuardia en la ciudad de Nueva York con destino a la Ciudad de México con escalas intermedias en el Aeropuerto Nacional de Washington y el Dallas Love Field. Después de la parada en Washington D. C., el vuelo transportaba a 41 pasajeros y 5 miembros de la tripulación: el capitán Laurens «Tommy» Claude, el primer oficial Robert Lewis y el ingeniero de Vuelo William S. Forbes. 
El vuelo transcurrió sin incidentes hasta que el motor N ° 1, el motor fueraborda en el ala izquierda, comenzó a disparar y funcionar más o menos a medida que el avión se acercaba a Nashville, Tennessee. Después de reducir la potencia e intentar tomar medidas correctivas, la tripulación de vuelo apagó el motor y emplumó la hélice cerca de Altheimer, Arkansas. Las fallas del motor se consideraron eventos bastante rutinarios en los aviones con motor de pistón en la década de 1940, por lo que la tripulación eligió continuar el vuelo a Dallas, y el Capitán Claude anunció a los pasajeros que cambiarían a otro avión a su llegada.

## Accidente
A las 5:25 a. m., cuando se acercaban al espacio aéreo de Dallas, la tripulación del vuelo 157 alertó al control de tráfico aéreo de que volaban en tres motores. El vuelo recibió permiso para ingresar al patrón de tráfico en Love Field a las 5:36 a. m. El clima en Dallas era despejado, con una visibilidad de 15 millas (24 km), y no se reportó ningún otro tráfico aéreo en el área. El capitán Claude ordenó a la tripulación que bajara las aletas y el tren de aterrizaje. A las 5:45 a. m., el piloto giró a la derecha para aterrizar en la Pista 36, pero el avión salió de la curva ligeramente a la izquierda de la pista. Se inició un giro en «S» para alinear el DC-6 con la línea central de la pista.
El avión se sacudió de repente y su velocidad descendió precipitadamente. El ala izquierda cayó y el avión comenzó a girar a la izquierda. El ingeniero de vuelo Forbes señaló que el medidor de flujo de combustible no indicaba ningún flujo al motor n.º 4. El capitán Claude aplicó rápidamente el acelerador a fondo y ordenó a Forbes que aplicara la bomba de refuerzo, lo que aumenta el flujo de combustible a los motores en caso de emergencia. El capitán aplica pleno derecho del alerón en un intento por elevar la izquierda dejando caer, y ordenó el primer oficial de Lewis para elevar los flaps y tren de aterrizaje, con la intención de círculo en el aeropuerto e intentar otro desembarco (conocido como un motor y al aire) Lewis levantó el tren de aterrizaje, pero no levantó las aletas, y dijo más tarde que «tenía miedo» de levantarlas porque supuso que el avión se detendría de inmediato si obedecía. Lewis notó que la presión de combustible del motor N ° 4 era cero y sus RPM estaban cayendo, y emplumó el accesorio, esperando que la reducción resultante en la resistencia ayudara al avión a acelerar y subir. Sin embargo, con las aletas hacia abajo y solo dos de los cuatro motores funcionando, el DC-6 no aceleró; continuó cayendo, se dirigió hacia un camino que cruza la Pista 36 aproximadamente 40 grados a la izquierda. El capitán levantó la nariz del avión en un intento inútil de escalar, pero el avión se detuvo en su lugar, golpeando la pista primero. 
El avión se deslizó del lado izquierdo de la pista, rebotando en el aire cuando golpeó un avión estacionado (identificado en los informes de los periódicos solo como «un viejo entrenador de la Fuerza Aérea del Ejército») y lo incendió. El ala izquierda del avión atravesó la pared de un hangar, haciendo que el techo se derrumbara parcialmente, y luego explotó en llamas cuando su ala derecha atravesó la Escuela de Aviación de Dallas. Luego, la nave golpeó el suelo, se rompió en varios pedazos y giró hacia un lado mientras se deslizaba por Love Field Drive, finalmente se detuvo después de arar en un edificio propiedad de la American Magnaflux Corporation.

## Consecuencias
Los 15 pasajeros sobrevivientes escaparon en los primeros segundos después del accidente, atravesaron un agujero en el fuselaje delantero y atravesaron las puertas de salida de emergencia por encima de las alas. La sección de la cabina del avión se había separado del fuselaje, ayudando a la tripulación de vuelo a escapar del fuego. La mayoría de los sobrevivientes escaparon con heridas leves.
Solo un pasajero moriría de sus heridas después de lograr escapar del avión en llamas. Los restantes 25 pasajeros y dos asistentes de vuelo quedaron atrapados en el naufragio ya que las llamas se hicieron demasiado intensas para permitir cualquier intento de rescate. Los bomberos combatieron el incendio masivo durante al menos 30 minutos antes de que se pudieran abordar los restos, momento en el cual muchas de las víctimas quedaron carbonizadas sin posibilidad de reconocimiento. Los edificios de la Escuela de Aviación de Dallas y Magnaflux estadounidense fueron casi destruidos y el hangar sufrió graves daños. El avión estacionado que fue golpeado por el DC-6 se quemó tanto que poco quedó después.

## Investigación
La Junta de Aeronáutica Civil (CAB) celebró una audiencia en Dallas en diciembre de 1949 para investigar las causas del accidente. Durante las audiencias, se reveló que ni Claude ni Forbes sabían que Lewis había emplumado la hélice número 4; Claude no se enteró hasta que escuchó la declaración de Lewis al CAB. 
Después de investigar los restos de la aeronave, realizar pruebas de vuelo para replicar el escenario del accidente y completar la audiencia, el CAB concluyó en agosto de 1950 que la causa probable del accidente era «la ejecución defectuosa de un enfoque de salida del motor». Una serie de percances significativos por parte de la tripulación contribuyó al resultado final:
El capitán no pudo alinear el avión con la línea central de la pista después del último giro.
Después de darse cuenta de la desalineación, el capitán intentó corregirlo con un arriesgado giro «S» a baja altitud. Hay poco margen de error si surge un problema durante esta maniobra porque a medida que aumenta el ángulo del banco, también aumenta la probabilidad de detener el avión.
La tripulación no intentó equilibrar la carga de combustible del avión después de que el motor n.º 1 falló. El DC-6 está equipado con cuatro tanques de combustible principales que sirven a motores individuales, mientras que una red de válvulas permite transferir combustible desde el tanque de un motor para alimentar a otros motores.
La tripulación no cruzó el combustible del tanque que sirve al motor averiado para equilibrar el peso del avión como se recomienda en el manual de operaciones de vuelo. El vuelo 157 había volado durante casi tres horas con el motor n.º 1 apagado, y el CAB concluyó que el tanque de combustible principal n.º 1 contenía aproximadamente 1 400 lbs (635 kg) más de gasolina que los otros tres tanques principales cuando el avión llegó A love field.
Los investigadores atribuyeron principalmente la fuerte caída del ala izquierda al peso excesivo del combustible en su extremo exterior.
El capitán aplicó un timón excesivo durante el giro "S", causando una condición conocida en la terminología de aviación como un patinazo. Esta maniobra habría provocado la caída de la velocidad del avión, y de acuerdo con los hallazgos del CAB, causó que el combustible en el tanque principal n.º 4 se alejara de la salida de combustible, disminuyendo la presión de combustible del motor.
La aplicación del capitán de la aceleración máxima a ambos motores de la derecha hizo que el avión girara más a la izquierda debido a la relativa falta de empuje del motor de la izquierda que funciona solo. Esto exacerbó su pérdida de control direccional.
El primer oficial desobedeció la orden del capitán de levantar las aletas del ala y no se lo dijo. 
El primer oficial malinterpretó la caída de presión de combustible del motor n.º 4 como una señal de falla incipiente del motor y emplumó el accesorio. Sin embargo, el CAB exoneró parcialmente a Lewis por este acto, concluyendo que la nave estaba tan cerca del suelo en ese punto que su error probablemente tuvo poca influencia en el resultado final. 
La entrada excesiva del elevador por parte del capitán hizo que el avión se detuviera. El CAB concluyó que el accidente podría haberse evitado si la tripulación hubiera mantenido el avión derecho y nivelado cuando se notó por primera vez la desalineación, luego levantó las aletas, subió a una altitud segura, rodeó el aeropuerto e intentó otro aterrizaje.
El CAB concluyó que no había factores presentes que obligarían a la tripulación a aterrizar de inmediato a pesar del enfoque descuidado, como el rápido deterioro del clima o la escasez de combustible.